# Д'як Віктор Іванович
Віктор Іванович Д'як (нар. 4 червня 1971) — український футболіст та футзаліст, нападник, по завершенні кар'єри — дитячий тренер.

## Кар'єра гравця
Футбольну кар'єру розпочав 1992 року в макіївському «Бажановці», кольори якого захищав до 1998 року. Потім перейшов у «Металург». У Вищій лізі України дебютував 12 вересня 1998 року в нічийному (1:1) домашньому поєдинку 10-го туру проти маріупольського «Металурга». Віктор вийшов на поле на 77-й хвилині, замінивши Олександра Мизенка. За півтора сезони, проведені в «Металурзі», зіграв у 5-ти матчах Вищої ліги та 2-ох поєдинках кубку України. У 2000 році спочатку виїхав до Росії, де захищав кольори клубу третього дивізіону «Нємком» з Краснодару. У тому ж році виступав за нижчоліговий словацький клуб ЗТС (Дубниця), а також провів 1 матч в аматорському чемпіонаті України за «Фортуну» (Шахтарськ). У сезоні 2000/01 років виступав за вищоліговий футзальний клуб «Донбас». З 2001 по 2003 рік знову грав у «великому футболі» за нікопольський «Електрометалург-НЗФ». Потім повернувся у футзал, де захищав кольори луганського ЛТК та макіївського «Титану». Кар'єру гравця завершив 2007 року.

## Кар'єра тренера
По завершенні кар'єри гравця розпочав тренерську діяльність. З 2007 року працює в академії донецького «Шахтаря».